# سونیک خارپشت ۳ (فیلم)
سونیک خارپشت ۳ (به انگلیسی: Sonic the Hedgehog 3) یک فیلم کمدی-اکشن ماجراجویانه محصول ۲۰۲۴ است که بر اساس فرانچایز بازی ویدیویی به همین نام اثر سگا ساخته شده و دنباله سونیک خارپشت ۲ (۲۰۲۲) است. در این فیلم بن شوارتز، در نقش شخصیت اصلی، در کنار جیمز مارسدن، تیکا سومپتر، ناتاشا راثول، آدام پالی، کالین اوشاگنسی، ادریس البا و جیم کری نقش‌های خود را از فیلم‌های قبلی تکرار می‌کنند، و کریستن ریتر، آلایلا براون و کیانو ریوز به جمع بازیگران می‌پیوندد. در این فیلم، سونیک، تیلز و ناکلز با دکتر روباتنیک متحد می‌شوند تا دشمن جدیدی به نام شدو خارپشت را شکست دهند.
برنامه‌های سومین فیلم سونیک خارپشت در فوریه ۲۰۲۲ در جریان رویداد سرمایه‌گذار پارامونت گلوبال قبل از اکران فیلم دوم اعلام شد. به دلیل اعتصابات ۲۰۲۳ سگ-افترا، فیلمبرداری برای شخصیت‌های پویانمایی در ژوئیه ۲۰۲۳ در ساری، انگلستان آغاز شد، در حالی که فیلمبرداری با بازیگران فیزیکی در نوامبر همان سال در لندن آغاز شد و تولید تا مارس ۲۰۲۴ به پایان رسید. این فیلم از بازی‌های ویدیویی سونیک ادونچر ۲ (۲۰۰۱) و شدو خارپشت (۲۰۰۵) الهام گرفته است.
سونیک خارپشت ۳ نخستین بار در ۱۰ دسامبر ۲۰۲۴ در امپایر، میدان لستر لندن به نمایش درآمد و در ۲۰ دسامبر توسط پارامونت پیکچرز در ایالات متحده اکران شد. این فیلم با نظرات مثبت منتقدان روبه‌رو شد و از بازی کری و ریوز تمجید شده است. این فیلم با فروش ۴۹۱.۹ میلیون دلار در سراسر جهان با بودجه ۱۲۲ میلیون دلاری خود، تبدیل به پرفروش‌ترین فیلم از این فرنچایز، و سومین فیلم پرفروش تمام دوران براساس یک بازی ویدئویی و همچنین دهمین فیلم پرفروش سال ۲۰۲۴ شد. یک دنباله برای اکران در ۱۹ مارس ۲۰۲۷ تعیین شده است.

## زمینه داستان
سونیک، تیلز و ناکلز با یک دشمن جدید قدرتمند و مرموز به نام شدو خارپشت روبرو می‌شوند. این سه نفر به امید توقف شدو و محافظت از سیاره، با دکتر رباتنیک اتحادی بعید تشکیل می‌دهند.

## بازیگران

### صداپیشه‌های پویانمایی
- بن شوارتز در نقش سونیک خارپشت: جوجه‌تیغی آبی انسان‌نما که می‌تواند با سرعت مافوق صوت بدود.[۹]
- کالین اوشاگنسی در نقش مایلز «تیلز» پراور: یک روباه زرد انسان‌نما که بسیار باهوش هست و تجهیزات پیشرفته ای دارد که می‌تواند از خودش کپی بسازد و کامپیوترها را هک کند و همچنین با دو دم خود پرواز کند، او بهترین دوست سونیک است.[۹]
- ادریس البا در نقش ناکلز اکیدنا: یک جنگجوی اکیدنا قرمز انسان‌نما با قدرت مافوق بشری که تنها بازمانده قبیله اکیدنا است.[۹]
- کیانو ریوز در نقش شدو خارپشت: یک جوجه‌تیغی سیاه رنگ با بخش های قرمز رنگ انسان‌نما که از یک برنامهٔ مخفی دولتی به نام «پروژه شدو» فرار کرده است .[۱۰] او می‌تواند تله‌پورت کند و قدرت فوق‌العاده بالایی دارد.[۱۱] او با پشت سر گذاشتن تراژدی‌هایش به دنبال انتقام است.[۱۲] فاولر گفت هنگامی که آنها برای اولین بار ملاقات کردند، او متوجه شد که ریوز «به وضوح تکالیف خود را انجام داده است» و مایل است که یک اقتباس «وفادار طرفداران» را از این شخصیت ایجاد کند.[۱۳] علاوه بر این، فاولر عناصر اسلحه گرم و موتور سیکلت شدو را از بازی ویدیویی سال ۲۰۰۵ تأیید کرد و گفت که آنها «در مورد آنچه طرفداران انتظار دارند ببینند و آنچه را که در مورد شخصیت دوست دارند» بسیار احترام می‌گذارند، و او و تیمش «با آگاهی از زمان و روش صحیح رسیدگی به این نوع تصویرسازی در یک فیلم خانوادگی، بسیار آگاه» هستند و احساس کردند که در یک مکان عالی با توجه به موضوع به پایان می‌رسد.[۱۴]

### بازیگران لایو اکشن
- جیم کری در نقش‌های
  - دکتر ایوو روباتنیک، دانشمندی دیوانه و دشمن اصلی سونیک که با نام دکتر اگمن نیز شناخته می‌شود.[۹][۱۵]
  - جرالد روباتنیک، پدربزرگ ایوو و دکتر اگمن که سعی در نابودی دنیا دارد.[۱۴][۱۶]
- جیمز مارسدن در نقش تام واچوفسکی: کلانتر منطقه گرین هیل و دوست سونیک.[۹]
- تیکا سومپتر در نقش مدی واچوفسکی: همسر تام و دامپزشک محلی گرین هیل که او نیز دوست سونیک است.[۹]
- کریستن ریتر در نقش یک سرهنگ G.U.N
- لی مجدوب در نقش استون: یک مأمور سابق دولتی که دستیار وفادار اگمن است.[۹]
- تام باتلر در نقش فرمانده والترز: جانشین رئیس ستاد مشترک که اکنون بنیانگذار و رهبر سازمان نظامی G.U.N است.[۹]
- آلیلا بروان در نقش ماریا روباتنیک:[۱۷] نوه پروفسور جرالد روباتنیک (پدربزرگ اگمن)، و دخترعموی دکتر اگمن. این شخصیت قبلاً در فلش‌بک‌های بازی‌های سونیک ادونچر ۲ و شدو خارپشت ظاهر شده بود.[۱۸]

علاوه بر این، سوفیا پرناس، کریستو فرناندس، جیمز ووک و جورما تاکونی در این فیلم به ایفای نقش پرداخته اند.

## تولید

### توسعه
در فوریه ۲۰۲۲، سگا سامی و پارامونت پیکچرز در حال ساخت سومین فیلم سونیک خارپشت (۲۰۲۰) بعد از سونیک خارپشت ۲ (۲۰۲۲) بودند. این فیلم به‌طور رسمی در جریان رویداد سرمایه‌گذار ویاکام معرفی شد. جف فاولر به عنوان کارگردان و نیل اچ. مورتیز، توبی اشر، تورو ناکاهارا و هیتوشی اوکونو به عنوان تهیه‌کنندگان بازگشتند. علاوه بر این، یک مجموعه تلویزیونی اسپین آف برای پارامونت پلاس، با عنوان ناکلز، همزمان با فیلم ساخته شده است. این فیلم از بازی‌های ویدیویی سونیک ادونچر ۲ (۲۰۰۱) و شدو خارپشت (۲۰۰۵) الهام گرفته است.

### انتخاب بازیگران

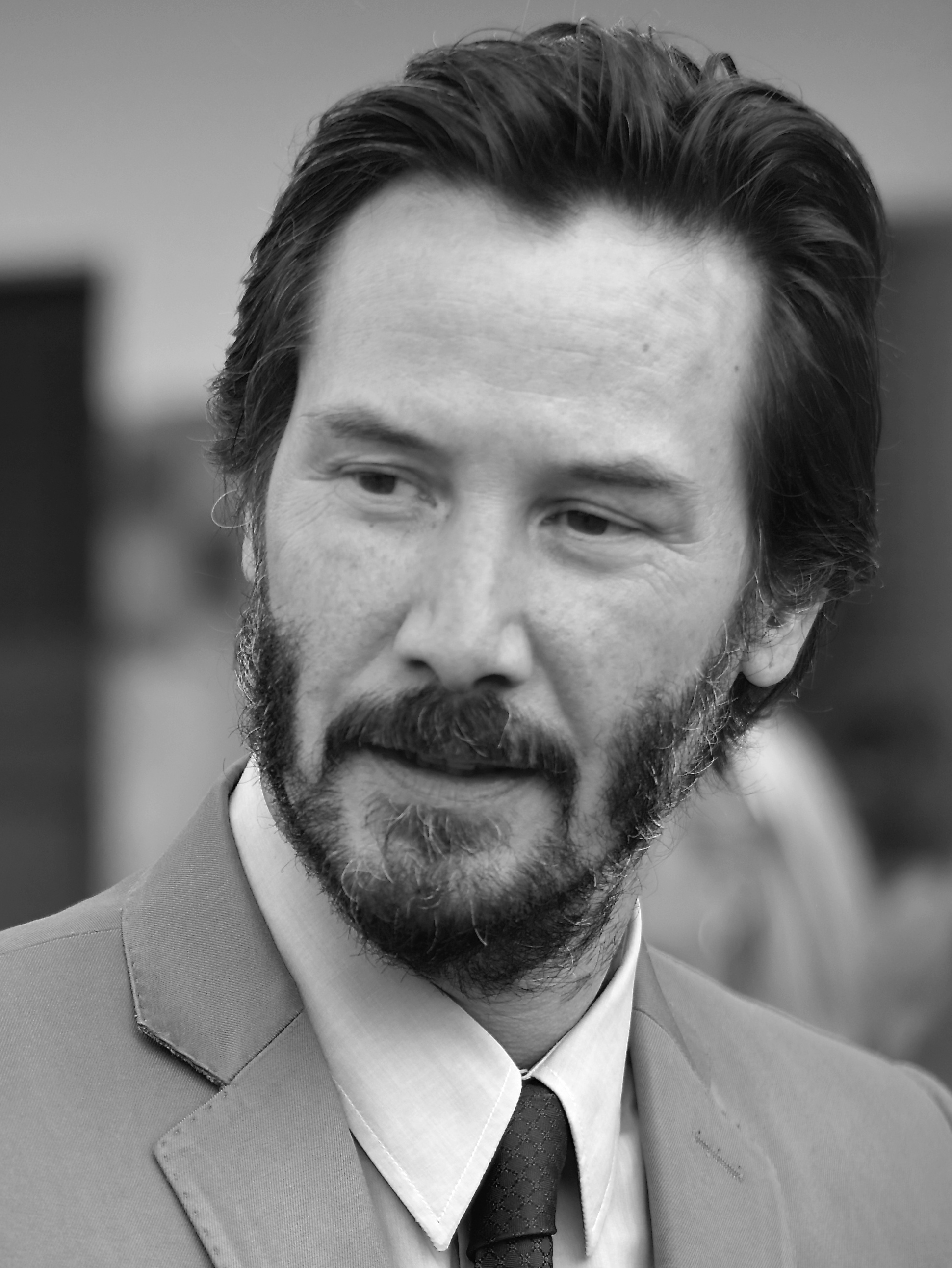
کیانو ریوز به عنوان صداپیشهٔ شدو به فیلم پیوست؛ پس از حضور این شخصیت در صحنه پس از تیتراژ فیلم قبلی، ریوز به‌طور گسترده‌ای علاقه‌مند برای بازی در این نقش شده بود.

در ۶ مارس ۲۰۲۰، جیمز مارسدن تأیید کرد که برای چندین دنباله قرارداد امضا کرده است. در آوریل ۲۰۲۲، جیم کری - که نقش دکتر اگمن را در این فیلم‌ها به تصویر می‌کشد - اعلام کرد که در نظر دارد از بازیگری بازنشسته شود. با بازنشستگی او، نیل اچ. موریتز و توبی اشر، تهیه‌کنندگان، تأیید کردند که نقش او به‌عنوان ربات‌نیک در هیچ‌یک از دنباله‌ها در صورتی که برنامه‌های بازنشستگی‌اش را دنبال کند، از نو ساخته نخواهد شد. با این حال، آنها امیدوار بودند که بتوانند فیلمنامه‌ای به اندازه کافی خوب برای ادامه نقش او ایجاد کنند. کری در این مورد گفت که «اگر فرشته‌ها یک فیلمنامهٔ نوشته‌شده با جوهر طلایی برای من بیارند که به من بگه دیدنش برای مردم واقعاً مهمه، شاید روی این جاده باقی بمونم، اما فعلاً به استراحت نیاز دارم.»
در فوریه ۲۰۲۴، رسماً تأیید شد که کری به همراه مارسدن، بن شوارتز، تیکا سومپتر، کالین اوشاگنسی، ادریس البا، لی مجدوب و تام باتلر نقش‌های خود را برای این فیلم تکرار خواهد کرد. کریستن ریتر، آلیلا براون، جیمز ووک، سوفیا پرناس، کریستو فرناندس و جورما تاکونی در نقش‌های نامعلومی انتخاب شدند. تاکونی قبلاً به عنوان کارگردان‌های قسمت برای سریال ناکلز استخدام شده بود. شوارتز ضبط فیلم را در همان ماه آغاز کرد. در ۱۵ آوریل ۲۰۲۴، گزارش شد که کیانو ریوز صداپیشگی شدو خارپشت را بر عهده خواهد داشت.

### فیلمبرداری
فیلمبرداری واحد دوم در اواخر ژوئیه ۲۰۲۳ برای شخصیت‌های انیمیشن فقط بدون بازیگران فیزیکی (به دلیل اعتصابات ۲۰۲۳ سگ-افترا) در فارنهام، ساری، انگلستان آغاز شد. در ابتدا قرار بود تصویربرداری اصلی در ۳۱ اوت ۲۰۲۳ در لندن، انگلستان آغاز شود، اما تا سپتامبر همان سال به تعویق افتاد. تولید با بازیگران فیزیکی در ۲۹ نوامبر ۲۰۲۳ آغاز شد و با یک تصویر تبلیغاتی از مجسمه ایستاده شدو خارپشت استفاده شده در فیلمبرداری اعلام شد. مارسدن گفت که فیلمبرداری تا ۱۴ مارس ۲۰۲۴ به پایان رسیده است، و فاولر رسماً در ۲۹ مارس اعلام کرد که فیلمبرداری به پایان رسیده است.

### پویانمایی
برای کاهش هزینه، تهیه‌کنندگان فیلم یک تیم پویانمایی داخلی در پارامونت داشتند که با هم روی سونیک خارپشت ۳ و سری ناکلز کار کردند.

### موسیقی
در دسامبر ۲۰۲۳، جانی جیوئلی خواننده کراش ۴۰ گفت که صحبت‌هایی در مورد گنجاندن آهنگ «زندگی کن و یاد بگیر» از سونیک ادونچر ۲ (۲۰۰۱) در این فیلم صورت گرفته است. در ژانویه ۲۰۲۴، جانکی ایکس‌ال، که آهنگسازی دو فیلم اول را نیز بر عهده داشت، اعلام شد که برای این فیلم بازخواهد گشت. ماه بعد، جیوئلی تأیید کرد که آهنگ مذکور در فیلم گنجانده خواهد شد.

## انتشار
سونیک خارپشت ۳ توسط پارامونت پیکچرز در ۲۰ دسامبر ۲۰۲۴ در ایالات متحده اکران شد.

## بازخورد

### فروش
تا ۲۰ ژانویه ۲۰۲۵، سونیک خارپشت ۳ در ایالات متحده و کانادا ۲۲۶،۱ میلیون دلار و در سایر مناطق ۲۲۰٫۵ میلیون دلار فروش داشته است که در کل جهان ۴۴۶٫۶ میلیون دلار است.

### نظر منتقدان
در وبگاه جمع‌آوری نقد راتن تومیتوز، ٪۸۸ از ۱۳۶ بررسی منتقدان مثبت است، و میانگینِ امتیاز آن ۶٫۶/۱۰ است. اجماع این وبگاه چنین می‌نویسد: «سونیک خارپشت ۳ با کمک مضاعف از شیطنت‌های جیم کری و سرعت نقره‌ای که در خور قهرمانش است، بهترین اثر تاکنون در این فرنچایز دوست‌داشتنی است.» این فیلم در متاکریتیک که از میانگین وزنی استفاده می‌کند، بر اساس نظر ۲۸ منتقدین امتیاز ۵۶ از ۱۰۰ را کسب کرده که نشان‌گر «نقدهای مختلط یا متوسط» است. تماشاگران شرکت‌کننده در نظرسنجی سینماسکور به فیلم نمره متوسط «A» را در مقیاس A+ تا F (همانند دو فیلم اول) دادند، در حالی که افراد شرکت‌کننده در نظرسنجی پست ترک به آن نمره مثبت ۸۹ درصد دادند.

## آینده
در سپتامبر ۲۰۲۴، تهیه‌کننده توبی اشر قصد خود را اعلام کرد که پس از انتشار قسمت سوم، قسمت‌های بیشتری در این فرنچایز بسازد. در دسامبر ۲۰۲۴، چهارمین فیلم سونیک وارد مرحلهٔ ساخت شد و قرار است در اوایل سال ۲۰۲۷ اکران شود.

## یادداشت
1. ↑  سونیک خارپشت توسط سونیک تیم توسعه داده شد و توسط سگا توزیع شد، کارگردانی و برنامه‌ریزی شده توسط یوجی ناکا، طراحی شده توسط هیروکازو یاسوهارا، و تصویرسازی شده توسط نائوتو اوشیما.[۱][۲]
2. ↑  Live & Learn